# Driuck
Driuck (ros. Дрюцк) – wieś (ros. деревня, trb. dieriewnia) w zachodniej Rosji, w osiedlu wiejskim Prigorskoje rejonu smoleńskiego w obwodzie smoleńskim.

## Geografia
Miejscowość położona jest 5 km od drogi federalnej R120 (Orzeł – Briańsk – Smoleńsk – Witebsk), 21 km od drogi magistralnej M1 «Białoruś», 5,5 km od centrum administracyjnego osiedla wiejskiego (Prigorskoje), 11 km od Smoleńska, 11 km od stacji kolejowej Tyczinino.
W granicach miejscowości znajdują się ulice: Administratiwnaja, Centralnaja, Cwietocznaja, Czeriomuszki, Dacznaja, Mołodiożnaja, Pobiedy.

## Demografia
W 2010 r. miejscowość zamieszkiwały 463 osoby.

## Osobliwości
- Dwór z końca XIX w. (zabytek architektury pełni funkcję ośrodka neuropsychiatrycznego)[5]